# 월드 사커 위닝 일레븐 2014
월드 사커 위닝 일레븐 2014 또는 프로 에볼루션 사커 2014는 코나미가 제작하여 2013년 9월 30일에 발매한 축구 게임이다. 이번작부터 고지마 프로덕션에서 메탈 기어 솔리드 시리즈 신작에 적용하기 위해 제작한 엔진인 폭스 엔진이 적용되어 전작보다 사실적인 그래픽과 모션이 적용될 것으로 기대되고 있다. 또한 AFC 챔피언스리그 라이센스를 체결하여 이번작부터 게임내에 AFC 챔피언스리그 모드가 등장하게 되어 아시아 프로 축구팀으로 선택이 가능하며 AFC 챔피언스리그에 진출하는 K리그 클래식 팀도 등장하게 된다. 이외에도 아르헨티나와 칠레의 리그 라이센스를 획득하였다.

## 게임플레이
PES 2014는 게임의 물리학과 특징을 정의하기 위한 6가지 핵심 요소로 개발되었다. PES 2014는 공이 어떻게 움직이는지, 플레이어가 어떻게 공을 사용하는지 등 모든 것을 공에 집중시킨다. 공의 물리적 특성, 선수의 키, 패스 속도 및 높이를 고려하여 홈 시스템에서 가장 현실적인 축구 경험을 재현한다.
선수는 M.A.S.S.(Motion Animation Stability System)를 통해 게임의 중요한 부분으로, 선수 간의 물리적 접촉, 태클, 경기장에서 AI가 내리는 결정의 현실성을 높여 더 많은 개방형 게임을 즐길 수 있다. 청중은 팀의 성과에 영향을 미친다. 경기장에서는 개인 선수의 좋은 성과나 나쁜 성과도 팀에 영향을 미치며, 그가 개인의 빛나는 순간을 경험한다면 도덕적인 고양을 가져다준다. 또는 그가 잘하지 못하면 팀원들에게 그를 지원하도록 강요한다.
PES 2013에서 도입된 플레이어 ID 시스템은 약 50명의 스타 플레이어의 움직임과 기술을 충실하게 재현했다. PES 2014에서는 그 수가 증가했으며 팀의 플레이 스타일을 복제하기 위해 전체 스쿼드에도 적용된다. 새로운 콤비네이션 플랜을 통해 사용자는 3명 이상의 플레이어를 사용하여 경기장의 주요 영역에서 다양한 전술을 설정할 수 있다. 이러한 선수들은 수비나 미드필드의 허점을 활용하기 위해 측면, 곡선형 런 또는 오버래핑 플레이를 사용하여 매우 다양한 런을 수행할 수 있다.
다시 한번, UEFA 챔피언스 리그, UEFA 유로파 리그, UEFA 슈퍼컵 대회는 게임 내에서 완전히 라이선스가 부여되며, 마스터 리그, 비컴 레전드 및 리그에 진입하지 않고도 플레이 가능한 최초의 UEFA 유로파 리그가 된다.
이 해에 새롭게 추가된 기능으로 이제 플레이어는 마스터 리그에서 팀을 변경하고 국가대표팀을 코치할 수 있다. 플레이어는 세 번째와 네 번째 키트도 만들 수 있다. 일부 세 번째 및 네 번째 키트는 공식이다. PS2 버전은 다른 버전과 동일한 특징을 가지고 있다. UEFA 유로파리그도 싱글 모드로 등장한다. 레인(Rain)은 엔진 업그레이드로 인해 PES 2014에서 기능하지 않으며, 라이선스 제한으로 인해 스타디움 편집기(Stadium Editor)와 라리가 스타디움에서도 사용할 수 없다.

## 평가
| 평가 |                                        |
| --- | -------------------------------------- |
| 통합 점수 통합사 점수 게임랭킹스 (X360) 77.92% [ 2 ] (PS3) 79.48% [ 3 ] (PC) 70.00% [ 4 ] 메타크리틱 (X360) 80/100 [ 5 ] (PS3) 78/100 [ 6 ] (PC) 74/100 [ 7 ] 평론 점수 평론사 점수 유로게이머 9/10 [ 8 ] 게임 인포머 8.25/10 [ 9 ] 게임스팟 6.0/10 [ 10 ] IGN 8.4/10 [ 11 ] VideoGamer.com 9/10 [ 12 ] |                                        |
| 통합 점수 |                                        |
| 통합사 | 점수                                   |
| 게임랭킹스 | (X360) 77.92% (PS3) 79.48% (PC) 70.00% |
| 메타크리틱 | (X360) 80/100 (PS3) 78/100 (PC) 74/100 |
| 평론 점수 |                                        |
| 평론사 | 점수                                   |
| 유로게이머 | 9/10                                   |
| 게임 인포머 | 8.25/10                                |
| 게임스팟 | 6.0/10                                 |
| IGN | 8.4/10                                 |
| VideoGamer.com | 9/10                                   |

## 같이 보기
- 위닝 일레븐
- 피파 14